# Proceratophrys rondonae
Espèce
Proceratophrys rondonae est une espèce d'amphibiens de la famille des Odontophrynidae.

## Répartition
Cette espèce est endémique du Rondônia au Brésil.

## Étymologie
Cette espèce est nommée en référence au lieu de sa découverte, l'État du Rondônia.

## Publication originale
- Prado & Pombal, 2008 : Espécies de Proceratophrys Miranda-Ribeiro, 1920 com apendices palpebrais (Anura; Cycloramphidae). Arquivos de Zoologia, São Paulo, vol. 39, p. 1-85.